# Кугуки (Приморский край)
Кугуки́ — село в Уссурийском городском округе Приморского края. Входит в состав Борисовской территории.

## География
Село Кугуки стоит на реке Кугуковка, правом притоке реки Раздольная.
Вблизи села в 3 км расположено Кугуковское водохранилище, созданное в прошлом для орошения полей. Ныне водохранилище является зоной отдыха. В 2009 году в водохранилище запустили рыбу, для разведения.
На восток от села Кугуки идёт автодорога местного значения к селу Линевичи.

## История
Село Кугуки было основано в 1896 году. Его основанию предшествовало посещение этих мест двумя ходоками Саввой Кугуком и Григорием Орешко. Через нескольско месяцев сюда приехали первые переселенцы из Полтавской области. Уже через три года после этого в Кугуках обустроилось 14 семей. В начале XX-го века в Кугуках уже работали школа и детсад. В 1929 году был открыт колхоз «Прогресс», в котором работало большинство жителей села. В 1950-х годах колхоз объединили с Борисовским колхозом «имени Ильича».

## Население
| 1900 | 1912 | 1915 | 2002 | 2010 |
| ---- | ---- | ---- | ---- | ---- |
| 164  | ↗198 | ↘147 | ↘55  | ↗69  |

## Экономика
Основой местного хозяйства является разведение крупного рогатого скота и пчеловодство. В селе нет магазинов, выездная торговля проводится в каждую пятницу.

## Транспорт
С Уссурийском через Борисовку село Кугуки связывает автобусный маршрут № 116, который ходит утром и вечером.